# Robert Stone
Robert Stone (Brooklyn, 21 agosto 1937 – Key West, 10 gennaio 2015) è stato uno scrittore statunitense.
Dal suo romanzo d'esordio A Hall of Mirrors (1967) è stato tratto il film Un uomo oggi (WUSA) (1970), diretto da Stuart Rosenberg, con Paul Newman, dal successivo I guerrieri dell'inferno il film Guerrieri dell'inferno (1978), diretto da Karel Reisz, con Nick Nolte.

## Opere
- A Hall of Mirrors (1967)
- I guerrieri dell'inferno (Dog Soldiers) (1974) Bompiani, 1978
- Una bandiera all'alba (A Flag for Sunrise) (1981) Sperling & Kupfer, 1983 ISBN 8820002825
- Children of Light (1986)
- Outerbridge Reach (1992)
- Orso e sua figlia (Bear and His Daughter) (1997) Raccolta di racconti - Einaudi, 2002 ISBN 8806146971
- Porta di Damasco (Damascus Gate) (1998) Einaudi, 1999 ISBN 8806150847
- Baia delle anime (Bay of Souls) (2003) Sartorio, 2007 ISBN 9788860090157
- Prime Green: Remembering the Sixties (2007)

## Premi Letterari
- Nel 1974 vince il National Book Award con il romanzo I guerrieri dell'inferno
- Nel 1981 vince il Premio PEN/Faulkner per la narrativa con il romanzo Una bandiera all'alba
- Nel 1982 vince il Premio Dos Passos alla carriera.